# Île Loaven
L'île Loaven est une île privée située en face de la commune de Plougrescant dans les Côtes-d'Armor. Elle y abrite la chapelle sainte-Eliboubane ("santez Libouban" en breton) et serait le lieu où est inhumée Sainte Sève.